# Vellozia maxillarioides
Vellozia maxillarioides là một loài thực vật có hoa trong họ Velloziaceae. Loài này được L.B.Sm. miêu tả khoa học đầu tiên năm 1962.